# HMS Sprängskär (75)
HMS Sprängskär (75) var en bevakningsbåt i svenska marinen och tjänstgjorde vid KA1. Fartyget byggdes vid Marinvarvet Fårösund 1967, det moderniserades 1987 och fick då ny styrhytt och nytt maskineri. Idag är fartyget utrangerat från marinen och ägs av en privatperson i Stockholm. Fartyget är inregistrerat i sjöfartsregistret som fritidsmotorskepp med namnet Aline och har igenkänningssignalen SLFT. 